# 乔·霍基
乔瑟夫·本尼迪克特·“乔”·霍基（Joseph Benedict "Joe" Hockey，1965年8月2日—），澳大利亚政治家，自由党党员。1996年首次当选联邦众议院议员；曾在約翰·霍華德政府后期担任内阁部长，负责劳工事务。官至澳大利亞財政部長。

## 早年生活
霍基出生在北悉尼的一个小商户家庭。父亲理查德出生在巴勒斯坦西岸地区的伯利恒，拥有巴勒斯坦和亚美尼亚人血统，1948年移民澳大利亚；霍基的母亲是澳大利亚人。家中共有4个孩子，乔排行老幺。
霍基毕业于悉尼大学，获文学和法律双学士学位。在大学期间，曾担任校学生会主席；1986年时，曾协助邀请教宗约翰保罗二世访澳。大学毕业后，霍基成为一名金融律师。在进入政坛之前，还曾担任新南威尔士州州长的政策主任。

## 政治经历
在1996年联邦大选中，霍基代表自由党参北悉尼选区众议院席位，并成功当选。1998年，被約翰·霍華德总理任命为负责金融服务事务的部长，时年33岁，是联邦政府最年轻的部长之一。2001年起，先后负责小企业和旅游，以及民政事务。2007年1月，接任联邦劳工关系部部长，并进入霍华德政府内阁。在任内阁部长期间，他经常和时任反对党领袖的陆克文出现在"第七电视台"的早间节目Sunrise，进行辩论。
在2007年联邦大选后，霍华德政府下台，霍基出任反对党卫生事务发言人，并兼任反对党众议院事务长；2009年，接替朱莉·毕晓普，出任反对党财政部长；当年12月，霍基参与竞争自由党领袖职位失败；最终托尼·阿博特胜出，霍基留任反对党财政事务发言人。2013年9月，自由党和国家党联盟在阿博特的领导下，赢得联邦大选胜利；9月18日，霍基被任命为联邦财政部部长，直至2015年9月，阿博特在黨團會議選舉落敗被迫下台，阿博特卸任首相及自由黨黨魁後，霍基也隨著阿博特辭去財政部長一職，不加入特恩布爾內閣。
2015年12月，在駐美大使金·比兹利接近六年的任期結束後，特恩布爾提名霍基出任新的澳洲駐美大使。

## 家庭
霍基的夫人是一名投资银行家，曾是德意志银行澳大利亚分行国际金融部主任。两人育有三个子女。